# Comitatul Tuscola, Michigan
Comitatul Tuscola, conform originalului din engleză Grand Traverse County este unul din cele 72 de comitate din statul Michigan din Statele Unite ale Americii. Sediul comitatului este localitatea Caro GR6. Conform datelor culese și furnizate de United States Census Bureau, populația comitatului fusese la data de 1 aprilie 2010, data culegerii datelor Recensământului din 2010, de 55.729 de locuitori.
Fondat la 1 aprilie 1840, comitatul a fost format din comitatul Sanilac și imediat atașat (din motive administrative) comitatului vecin Saginaw, După aproape zece, la 1 martie 1850, Legislatura statului Michigan  (The Michigan State Legislature) a adoptat legislație corespunzătoare administrării locale și comitatul a început să se autoadministreze.
Comitatul este situat în zona central-estică a statului, în partea vestică a vârfului peninsulei numită Degetul mare (în engleză Thumb Peninsula), fiind înconjurat de uscat în trei părți, iar la nord-vest fiind mărginit de Saginaw Bay GR6.
Alături de comitatele vecine, comitatul este parte a zonei micropolitane Flint/Tri-Cities. Deși agricultura este cea mai importantă ocupației în zonă, turismul sezonal din marile orașe, așa cum sunt Detroit, Flint și Saginaw, contribuie la economia locului.

## Geografie
Conform Census 2000, comitatul avea o suprafață totală de 2.365,77 km2 (sau 913.82 sqmi), dintre care 2.103,29 km2 (ori 812.43 sqmi, sau 88,88 %) reprezintă uscat și restul de 262,48 km2 (sau 101.39 sqmi, ori 11,12 %) este apă.

### Comitate adiacente
- Comitatul Huron  (nord)
- Comitatul Sanilac  (est)
- Comitatul Lapeer  (sud-est)
- Comitatul Genesee  (sud-vest)
- Comitatul Bay (vest)
- Comitatul Saginaw (vest)

## Localități
| Orașe (Cities) - Caro - Vassar | Sate (Villages) - Akron - Cass City - Fairgrove - Gagetown | - Kingston - Mayville - Millington - Reese - Unionville | Comunități neîncorporate (Unincorporated Communities) - Deford |

Districte / Cantoane dedicate (Charter Townships)